# Epigynopteryx variabile
Epigynopteryx variabile är en fjärilsart som beskrevs av Pierre E.L. Viette 1973. Epigynopteryx variabile ingår i släktet Epigynopteryx och familjen mätare. Inga underarter finns listade i Catalogue of Life.